# Philosophie vietnamienne
 (juin 2016).
La philosophie vietnamienne désigne la pensée écrite et pratiquée par les philosophes de nationalité vietnamienne, qui utilisent le vietnamien ou le chinois comme langue de réflexion. Le principal apport de la philosophie vietnamienne  à la philosophie universelle est le confucianisme vietnamien. Mais de forts courants du bouddhisme et du taoïsme ont existé au Viêt Nam. Il faut ajouter le marxisme qui s'est développé au XXe siècle, en opposition avec ces courants devenus traditionnels.

## Histoire

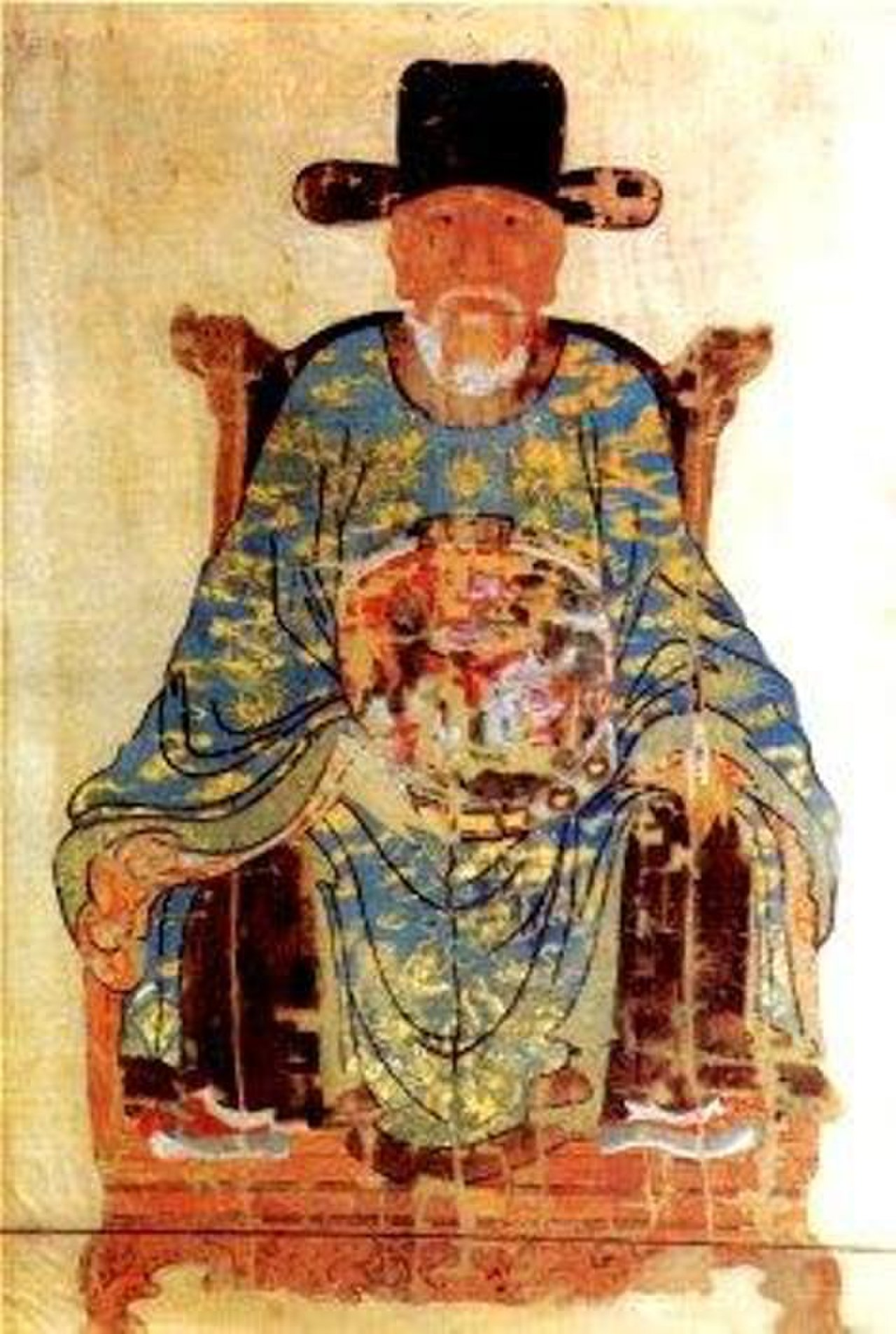
Nguyên Trai (1380-1442)

Introduit au début de l'ère chrétienne, lors de la conquête des pays du sud par la Chine des Han, le confucianisme y rencontre le culte des immortels, le taoïsme et le bouddhisme, déjà implantés. Le penseur confucéen du IIIe siècle considéré comme le père des lettrés vietnamiens fut Shi-Hsieh, ancien gouverneur de Chiao-chou (ancien Vietnam). Il accueillit des penseurs taoïstes et bouddhistes tels que Mou tzu, de tendance universaliste et syncrétiste. Le pays adopta ensuite le bouddhisme dyana grâce à Kang Seng Houei qui unissait sur le plan de la méditation les « trois écoles de même source » : confucianisme, bouddhisme, taoïsme. 
Du Xe au XVe siècle, le bouddhisme prédomina grâce à :
- Tran Thai Tong : 1218-1277
- Tue-Trung : 1229-1299
- Tran Nhan Tong : 1258-1308

Du XVe au XIXe siècle, le confucianisme fut la doctrine officielle. Les penseurs marquants de ce courant sont, dans l'ordre chronologique :
- Chu Van An : début XIVe-1370
- Nguyên Trai : 1380-1442
- Nguyen Binh Kiem : 1491-1585
- Lê Quý Đôn : 1726–1784
- Phan Than Gian
- Nguyen Dinh Chieu : 1822-1888
- Nguyen Trong To : 1828-1871

## Nationalisme et marxisme
À l'orée du XXe siècle et lors de celui-ci, deux courants dominent la pensée vietnamienne :
Le courant nationaliste, qui inspira aussi le marxisme par ses luttes d'indépendance nationale : 
- Nguyen Lo Trach : 1852-1895
- Phan Chau Trinh : 1872-1926
- Phan Boi Chau : 1876-1940
- Nguyen An Ninh : 1899-1943

Le marxisme, internationaliste :
- Tạ Thu Thâu, trotskyste
- Ngô Văn, trotskyste
- Truong Chinh, communiste marxiste-léniniste, comme Hô Chi Minh
- Tran Duc Thao, marxiste qui développa aussi la phénoménologie
- Nguyen Khac Vien, communiste marxiste-léniniste, qui est également un spécialiste du dưỡng sinh et des rapports entre le confucianisme et le marxisme.

Mais il y a aussi au XXe siècle des philosophes confucéens, bouddhistes et taoïstes, comme Tôn-Thât Tiêt, ou catholiques, comme Lương Kim Định.